# Чан Кайші
Чан Кайші (кит. 蔣介石, пін. Jiǎng Jièshí, Цзян Цзєши; 31 жовтня 1887 — 5 квітня 1975) — військовий і політичний діяч Китаю, який очолив Гоміндан 1925 року після смерті Сунь Ятсена; президент Китайської Республіки, маршал і генералісимус.

## Ранній етап життя

### Дитинство
Чан народився у Сікоу, маленькому містечку в повіті Фенхуа провінції Чжецзян, за 30 км від центру повіту, міста Нінбо. Проте його історичною батьківщиною, яка відіграє велику роль у китайській культурі, можна вважати місто Хец'яо в міському окрузі Усі. Його батьки (батько — Цзян Чжаоцун, мати — Ван Цайю) належали до забезпечених громадян, торгували сіллю. Батько загинув, коли Чанові було тільки вісім років. Свою матір Чан описав як «зразок конфуціанських ідеалів».

### Життя в Японській імперії
Дитинство Чана пройшло у той період китайської історії, коли постійні громадянські війни між мілітаристськими кліками розвалювали країну та заганяли її у величезні борги, тому юнак обрав кар'єру вояка. Своє військове навчання він почав 1906 року в Баодінській військовій академії. 1907 року Чан вирушив до початкової школи Японської імперської військової академії, найвищого навчального закладу для китайських студентів. Там він потрапив під вплив революційного руху, що ставив собі на меті повалення династії Цін і встановлення республіки. Він потоварищував з Ченом Кімеєм, який 1908 року привів Чана до організації Тунменхой, що стала попередником Гоміньдану. Чан служив в Імперській армії Японії від 1909 до 1911 року.

### Повернення до Китаю
1911 року, після початку Учанського повстання, Чан Кайші повернувся до Китаю та брав участь у бойових діях як офіцер артилерії. Був командиром Шанхайського полку, а також однією з довірених осіб свого друга Чен Кімея. Мав чин лейтенанта. Саме в ті часи за його наказом убили дисидента та члена Революційного альянсу, який виступав і проти Сунь Ятсена, і проти Чен Кімея. Синьхайська революція перемогла, династія Цін була повалена, і Чан Кайші стає одним із керівників Гоміньдану та одним з найвпливовіших людей Китаю.
Після знешкодження Республіканського уряду Юань Шікаєм та провалу Другої революції 1913 року Чан Кайші та його співслужбовці перебували у вигнанні в Японській імперії та в підпіллі у Шанхайському міжнародному поселенні. В Шанхаї Чан співпрацював з місцевими кримінальними діячами, серед яких головною була Зелена банда на чолі з Ду Юешеном. 15 лютого 1912 року кілька членів Гоміньдану, серед яких був і Чан, вбили одного з лідерів організації «Відновлене суспільство» Тао Ченчана в лікарні Французької шанхайської концесії.
18 травня 1916 року агенти Юань Шикая вбили Чен Кімея. Чан Кайші згодом замінив Чена на посту голови Китайської революційної партії в Шанхаї.

### Започаткування Гоміньдану в Гуанчжоу
1917 року Сунь Ятсен перемістив свою базу до Гуаньчжоу, пізніше Чан приєднався до нього. У цей час Сунь Ятсен знаходиться у великій скруті: без зброї і грошей, він незабаром був висланий із Гуанчжоу до Шанхаю. У 1920 за допомогою найманців знову повернувся до Гуанчжоу. Тоді основним ворогом Сунь Ятсена, який вважав, що Гоміньдан має об'єднати Китай військовою силою, був губернатор Гуандуна Чень Цзюнмін, прихильник об'єднання Китаю як федерації, зі столицею в Ґуандуні. 16 червня 1923 року Чень Цзюнмін намагався вбити Сунь Ятсена у його резиденції. Під час перестрілки між військовими групами, Сунь зі своєю дружиною Сун Цинлін зміг вислизнути з-під вогню і був врятований канонерськими човнами, якими командував Чан Кайші. Цей випадок допоміг Чану заробити довіру Сунь Ятсена.
Сунь знов заволодів Гуанчжоу на початку 1924 року за допомоги найманців з Юньнаню і домовився про допомогу із Комінтерном. Також він започаткував революційний уряд, метою якого було об'єднання Китаю під владою Гоміньдану. Того ж року Сунь відправляє Чана Кайші до Москви задля вивчення радянської системи керівництва і організації армії. Під час цієї поїздки Чан проводив зустрічі з Левом Троцьким та іншими лідерами СРСР. Потім він відправить свого старшого сина Чан Чинко (Цзян Цзін-го) навчатися до Москви. Після того як його батько розколов Перший об'єднаний фронт, Чинко був вимушений залишатись там як заручник до 1937 року. Чан писав у своєму щоденнику: «Не варто жертвувати інтересами країни навіть заради свого сина». Чан навіть відмовився вести переговори щодо нього в обмін на посаду лідера Комуністичної партії Китаю. Він був непохитним і навіть «краще не мав би потомства, ніж жертвувати інтересами країни». Чан не мав наміру зупиняти війну з комуністами.
Чан Кайші повернувся до Гуанчжоу, і в 1924 році Сунь Ятсен призначив його Командиром Академії Вампу. Проте через місяць Чан хотів відмовитися від цієї посади, через те що організація дуже тісно співпрацювала з Комінтерном, але був переконаний Сунь Ятсеном. Під час перебування Чан Кайші на цій посаді в Академії Вампу молодих офіцерів навчали бути лояльними до Гоміньдану і до Чана Кайші особисто. 

Протягом свого шляху до влади Чан активно співпрацював з націоналістами з Товариства Неба і Землі, і Сунь Ятсен був не проти цього. Вони залишались джерелом підтримки Чана протягом усього його керування у Китаї, а потім — на Тайвані.

## Наступник Сунь Ятсена

### Протистояння з Ван Цзінвеєм
Сунь Ятсен загинув 12 березня 1925 року, залишивши Гоміньдан без керівника. Головним супротивником Чана, який очолював праве крило організації, був Ван Цзінвей, який очолював лівих. Хоча Ван допомагав Сун Ятсену стати Лідером Національного Уряду, проте низька сходинка Чана Кайші у внутрішній ієрархії була зміцнена його військовою підтримкою і вдалому політичному маневруванні після інциденту на кораблі Чжуншань. 5 червня 1926 року Чан став командувачем Національно-революційної армії (НРА), а 27 липня того ж року він розпочав військову кампанію, що набула відомості під назвою Північний похід, щоб розбити армії військових начальників на півночі Китаю й об'єднати країну під владою Гоміньдану.
НРА була розгалужена на три дивізії: західна, на чолі з Ван Цзінвеєм, мала захопити Ухань; східна, на чолі з Баєм Чунсі, мала захопити Шанхай; і центральна, якою командував сам Чан Кайші, що мала захопити Нанкін для подальшого удару по Пекіну. Однак, у січні 1927 року дивізія Ван Цзінвея змогла захопити Ухань, щоправда не без допомоги китайських комуністів та інструктажу радянського агента Михайла Бородіна, і Ван Цзінвей оголосив що Національний Уряд переїхав до Ухані. Захопивши Нанкін у березні того ж року (і зробивши короткотривалий візит у Шанхай, який був під контролем Бая Чунсі), Чан зупинив свою кампанію і жорстоко розправився з лівими союзниками Ван Цзінвея, які, як уважав Чан, загрожують його контролю над Гоміньданом.
Відтоді, зі стійким урядом у Нанкіні та підтримкою з боку консерваторів, серед яких був Ху Ханмін, політика Чана до КПК та їхніх радянських інструкторів дала старт Громадянській війні. Національний Уряд на чолі з Ван Цзінвеєм мав погані військові сили, тому вже незабаром Чан став єдиним місцевим командиром (у Гуансі був Лі Цзунжень). У решті решт Ван Цзінвей та його ліві союзники підкорилися Чану Кайші, та з'єдналися з ним у Нанкіні. У червні 1928 року об'єднані війська відбили Пекін у командирів Янь Сішаня та Фен Юсяня. У грудні маньчжурський командир Чжан Сюелян підписав союз із Чан Кайші, завершивши об'єднання Китаю та загалом «добу мілітаристів».